# L'Orient (1791)
L’Orient, anteriormente Dauphin Royal (1792) o Sans-Culotte (1795) fue un buque de línea de primer rango y 118 cañones de la clase Classe Commerce de Marseille, construido por Jacques-Noël Sané y botado en Toulon en 1791.
Se trataba del buque insignia de la flota francesa en el Mediterráneo. Participó con el nombre de Sans-Culotte en la Batalla de Génova que se libró el 14 de marzo de 1795 en las costas de la ciudad de Génova, frente al Cabo Noli. Esta batalla enfrentó los navíos de guerra franceses, comandados por el almirante Martin a los navíos británicos y napolitanos a las órdenes de almirante inglés Hotham. La batalla terminó con la victoria de la coalición británico-napolitana sobre los franceses. 
Bajo el nombre de L’Orient, el navío sirvió como buque insignia de la flota francesa que transportó al ejército de Napoleón hasta Alejandría para la campaña de Egipto. En esta ocasión su almirante fue Brueys y su capitán Casablanca. La flota escapó de los británicos, refugiándose en Malta y a pesar del acoso de la flota británica del Mediterráneo del almirante Nelson consigue desembarcar a las tropas de Napoleón a principios de julio de 1798 y ocultarse hasta el primero de agosto del mismo año en una amplia bahía al este de Alejandría, donde es descubierta por la flota de Nelson que pasa inmediatamente al ataque. Durante la batalla del Nilo, el 2 de agosto de 1798, L’Orient es el objetivo final de Nelson, que acosando al buque con cinco naves consigue causarle fuego y la explosión final de L’Orient. La colosal explosión fue escuchada hasta el Cairo y se interrumpió la batalla. De los 850 marineros del navío, solo cerca de 100 consiguieron sobrevivir. La flota del almirante inglés destruyó siete buques franceses y capturó seis en esta batalla.